# Küçükçaltı, Palu
Küçükçaltı là một xã thuộc huyện Palu, tỉnh Elâzığ, Thổ Nhĩ Kỳ. Dân số thời điểm năm 2011 là 30 người.